# Phytomyza uncinata
Phytomyza uncinata är en tvåvingeart som beskrevs av Mitsuhiro Sasakawa 1986. Phytomyza uncinata ingår i släktet Phytomyza och familjen minerarflugor. Inga underarter finns listade i Catalogue of Life.